# The Diving Board
The Diving Board är ett musikalbum av Elton John som utgavs 2013. Albumet var hans tjugionionde studioalbum och producerades av T-Bone Burnett, som även producerat Elton Johns duettalbum med Leon Russell, The Union. Burnett uppmuntrade Elton John att anamma en mer minimalistisk ljudbild för albumet, med i stort sett bara piano, bas och trummor. Alla låtar är skrivna av Elton John och Bernie Taupin. Albumet snittar på 71/100 på den sammanställande betygssajten Metacritic, vilket indikerar ett generellt gott mottagande.

## Låtlista
1. "Oceans Away" - 3:58
2. "Oscar Wilde Gets Out" - 4:35
3. "A Town Called Jubilee" - 4:30
4. "The Ballad of Blind Tom" - 4:12
5. "Dream #1" - 0:40
6. "My Quicksand" - 4:47
7. "Can't Stay Alone Tonight" - 4:48
8. "Voyeur" - 4:16
9. "Home Again" - 5:01
10. "Take This Dirty Water" - 4:25
11. "Dream #2" - 0:43
12. "The New Fever Waltz" - 4:38
13. "Mexican Vacation (Kids in the Candlelight)" - 3:34
14. "Dream #3" - 1:37
15. "The Diving Board" - 5:59

## Listplaceringar
- Billboard 200, USA: #4[2]
- UK Albums Chart, Storbritannien: #3[3]
- Hitlisten, Danmark: #6[4]
- VG-lista, Norge: #10[5]
- Sverigetopplistan, Sverige: #42[6]